# Choe Je-u
Choe Je-u (28 octobre 1824 – 10 mars 1864) est le fondateur du Donghak, le savoir oriental, un mouvement religieux à l'origine du cheondoïsme. Critique envers les influences étrangères et le gouvernement de la dynastie de Joseon, il fut arrêté pour hérésie et exécuté en 1864.
Son nom de naissance était Choe Je-seon (« sauve et proclame »). Pendant son enfance, il était aussi appelé Bok-sul (comblé de bonheur). Il prend le nom de Je-u (« sauveur de l'ignorant ») en 1859. Ses disciples l'appelaient Su-un (« nuage d'eau »), son nom de plume et lui donnaient le titre de Daesinsa, le grand enseignant divin.

## Biographie
Choe Je-seon est né dans une famille aristocratique le 28 octobre 1824 à Kajong-ni, un village situé près de Gyeongju, l'ex-capitale du Silla, une ville  du Gyeongsang, une province du sud-est de la Corée.
Son père Choe Ok était un lettré qui n'avait pas obtenu un poste dans l'administration, son clan n'étant pas favorisé par les dirigeants de l'époque. Un autre de ses soucis était qu'à l'âge de 60 ans et après avoir été deux fois veuf, il n'avait pas de fils. Il adopta donc d'abord un de ses neveux pour préserver sa lignée puis se maria avec une veuve, madame Han. Choe Je-seon est le fruit de cette union considérée comme illégitime dans la société néo-confucéenne. Ainsi, les enfants et les petits enfants nés d'une veuve remariée occupaient une position basse dans la hiérarchie sociale et ne pouvaient par exemple pas passer les examens pour devenir fonctionnaire. Il reçoit cependant une bonne éducation.
Sa mère meurt alors qu'il avait 5 ans, son père alors qu'il avait 16 ans. Sa femme, une Park de Miryang, est originaire d'Ulsan, le mariage a lieu en 1842.
Il commence à mener une vie itinérante en 1843 avant de s'installer à Ulsan avec sa famille en 1854. En 1856, il se lance dans une première retraite de 49 jours à Naewon-sa, un temple bouddhiste. Il l'écourte au bout du 47e jour pour pouvoir assister à l'enterrement de son oncle. En 1857, il réalise une retraite complète de 49 jours mais n'évolue pas spirituellement. En 1858, incapable de rembourser ses dettes, il perd sa maison et toutes ses possessions et retourne l'année suivante vivre avec sa famille dans sa maison paternelle. Il commence alors une intense période de prière. Il écrit alors le poème Ipchun (équinoxe vernal) puis commença à écrire des livres. Après sa révélation en 1860, il se lance dans trois années de prosélytisme. De juin 1861 à mars 1862, il est forcé de se réfugier dans la province du Jeolla parce qu'il risquait d'être arrêté, des rumeurs laissant croire qu'il serait catholique. Il passa l'hiver 1861-62 dans un temple bouddhiste de Namwon. En décembre 1862, il fonde des communautés Donghak avec 16 dirigeants à leur tête.

## Message
Suun Choe Je-u propagea sa doctrine en se déplaçant à travers le pays pendant le règne de Cheoljong. Il avait un grand charisme et il a mis ses idées en musique pour que les fermiers illettrés puissent les comprendre et les retenir plus facilement. Son succès fut fortement facilité par l'hostilité profonde des paysans envers l'aristocratie yangban et les activités des puissances étrangères.
Comme le montre son nom, le donghak, «le  savoir oriental », apparait comme une réponse à l'influence croissante de « la science occidentale », le seohak, et à la pénétration du catholicisme encouragée à cette époque par l'évêque Berneux ainsi qu'aux défaites chinoises face aux Européens. Suun créa en conséquence une nouvelle doctrine fondée sur l'éthique du confucianisme et les rituels du chamanisme coréen. Il emprunta cependant deux concepts essentiels aux catholiques : le monothéisme envers « le Dieu du ciel » et la notion d'appartenir ainsi à une communauté distincte du reste de la société coréenne.
C'est à Ulsan qu'il a atteint une première fois la vérité en 1855, mais ce n'est que plus tard, le 25 mai 1860, au pavillon du lac du dragon (Yongdam-jeong) sur le mont Gumi qu'il arriva au « grand réveil religieux », faisant de cette date la date de naissance du Donghak. Suun s'était retiré à cet endroit avec sa famille pour retrouver son âme. C'est pendant une prière qu'il rencontra Dieu qui le chargea de sauver la nation et de redonner l'espoir au peuple opprimé. Il vécut une vie en accord avec ses enseignements, prônant un humanisme égalitaire et secouant profondément les valeurs de l'aristocratie. Ainsi, il libéra ses serviteurs et les rendit à leurs parents et il arrangea le mariage de son fils avec la fille d'un serviteur. La popularité grandissante de son mouvement conduisit à des révoltes paysannes dans le Gyeongsang en 1862 puis à son arrestation le 10 décembre 1863 pour avoir répandu des thèses déstabilisant l'autorité du gouvernement et à sa décapitation le 10 mars 1864 à Daegu, alors que Daewongun venait d'accéder au pouvoir. Ses restes se trouvent actuellement à Yugok-dong, sur le territoire de la ville d'Ulsan. On peut également découvrir un mémorial sur son lieu de naissance près de Yongdam-jeong ainsi que sa statue sur le lieu de son exécution.
Après sa mort, Choe Si-hyeong (최시형, 1827-1898) prit sa succession et devint le deuxième patriarche. Ses partisans se cachèrent pour éviter la persécution mais purent créer un réseau d'églises rassemblées en paroisses assurant ainsi la pérennité du mouvement. Ils regroupèrent ses pensées dans deux livres, la bible de la doctrine Donghak (동경대전, Donggyeong Daejeon, écrit en chinois et publié le 15 juillet 1880 à Inje)) et les hymnes du lac du Dragon (용담유사, Yongdam Yusa, des poèmes gasa écrits en coréen et publié en juillet 1881 à Danyang), contribuant ainsi à la fixation de la doctrine,. Le premier s'adresse plutôt à des lettrés tandis que le deuxième est destiné au peuple.
Ce groupement bien organisé lança en 1894 la rébellion paysanne du Donghak qui déclencha la première guerre sino-japonaise. Son échec mena à une réforme du mouvement et à son renommage en 1905 en Cheondogyo, la religion du chemin céleste.